# Sportpanorama
sportpanorama ist eine Sportsendung des Schweizer Radio und Fernsehens, die jeden Sonntag um 18.30 Uhr auf SRF zwei ausgestrahlt wird. Sie berichtet vor allem über das aktuelle Sportgeschehen aus der Schweiz und bietet im Gegensatz zur täglichen Sendung sportaktuell zahlreiche Hintergrundinformationen. Etwa in der Hälfte der Sendezeit wird ein Studiogast, meist aus der Schweizer Sportszene, empfangen und vom Moderator interviewt. Im Studio ist während der Übertragung Publikum anwesend. 
Auf dem alten Sendeplatz auf SRF 1 wurde an sogenannten «Abstimmungssonntagen» anstelle des sportpanoramas jeweils die verkürzte Sendung sportaktuell (ca. 10–15 Min.) ohne Publikum und Studiogast zu einer anderen Sendezeit ausgestrahlt. Aufgrund des neuen Sendeplatzes auf SRF zwei seit Januar 2009 muss trotz der Berichterstattung zu Abstimmungen auf SRF 1 somit nicht mehr auf sportpanorama verzichtet werden. SRF zwei, auf welchem auch die meisten Sport-Liveübertragungen laufen, wird entsprechend immer mehr zu einem Spartenprogramm für Sport.
Erstmals ausgestrahlt wurde sportpanorama als neu geschaffene Magazinsendung am 8. Januar 1977. Die Moderatoren der 1970er Jahre waren der damalige SF-DRS-Sportchef Martin Furgler, dazu Karl Erb, Jan Hiermeyer, Heinz Pütz, Charles Raedersdorf und Werner Vetterli sowie für kurze Zeit auch Max Rüeger. Später gehörten unter anderen Monika Fasnacht, Matthias Hüppi, Martin Masafret, Regula Späni, Hans-Markus Tschirren oder Kurt Zurfluh dazu. Fiammetta Devecchi war am 4. Februar 1989 die erste Frau in der Moderation. Rekordpräsentator ist Bernard Thurnheer, welcher von 1981 bis 2015 moderierte.
Sendetermin war ursprünglich jeweils Samstagabend etwas nach zehn Uhr (der genaue Zeitpunkt variierte), ebenfalls mit Publikum und Studiogästen, nach Vorbild des aktuellen sportstudios im ZDF, Sendedauer war eine Stunde. 1993 wechselte das sportpanorama dann vom späten Samstagabend auf Sonntag(vor)abend und löste auf diesem Sendeplatz das von 1961 bis 1993 bestehende Sport am Wochenende ab, welches nicht mehr weitergeführt wurde. Am Samstagabend wird seither (wie auch von Montag bis Freitag) sportaktuell ausgestrahlt.
Seit 2012 ist sportpanorama über die Webseite des SRF abrufbar. Anfang 2017 feierte die Sendung 40 Jahre Bestehen.
Der SRF kam 2013 in die Kritik, als im sportpanorama bei einer Matchzusammenfassung Proteststille auf den Rängen durch Fangesänge ersetzt wurde.

## Moderation
Die aktuellen Moderatoren sind:
- Rainer Maria Salzgeber
- Sascha Ruefer
- Paddy Kälin
- Fabienne Gyr

## Belege
1. ↑  Sendungsporträt von «sportpanorama». Abgerufen am 21. Januar 2017.
2. ↑  SRF: Bernard Thurnheer: Ende nach 34 Jahren «sportpanorama»-Moderation. 21. Juni 2015, abgerufen am 21. Januar 2017.
3. ↑  Webpräsenz von «sportpanorama»
4. ↑  Ralf Meile: 40 Jahre alt: Das «Sportpanorama» ist die Sendung, für die sich die Billag lohnt. 7. Januar 2017, abgerufen am 20. Januar 2017.
5. ↑  Othmar von Matt, Christof Moser: SRF will Ton-Manipulation aufarbeiten. 18. Mai 2013, abgerufen am 29. Januar 2016.